# Kruté radosti
Kruté radosti é um filme de drama eslovaco de 2002 dirigido e escrito por Juraj Nvota e Scarlett Čanakyová. Foi selecionado como representante da Eslováquia à edição do Oscar , organizada pela Academia de Artes e Ciências Cinematográficas.

## Elenco
- Tatiana Pauhofová - Valentína
- Ondřej Vetchý - Karel
- Lukáš Latinák
- Vladimír Hajdu - Gabriel
- Csongor Kassai - Lajoš
- Milan Mikulčík - Martin
- Anna Šišková - Helena
- Július Satinský - tio de Helena
- Szidi Tobias - Ilona
- Zuzana Kanóczová